# Qeshlāq-e Afghānān
Qeshlāq-e Afghānān (persiska: قِشلاقِ اَفغازان, قشلاق افغانان, Qeshlāq-e Afghāzān) är en ort i Iran.   Den ligger i provinsen Kurdistan, i den nordvästra delen av landet, 500 km väster om huvudstaden Teheran. Qeshlāq-e Afghānān ligger 1 606 meter över havet och antalet invånare är 294.
Terrängen runt Qeshlāq-e Afghānān är huvudsakligen kuperad. Qeshlāq-e Afghānān ligger nere i en dal. Runt Qeshlāq-e Afghānān är det ganska glesbefolkat, med 50 invånare per kvadratkilometer. Närmaste större samhälle är Saqqez, 14,6 km öster om Qeshlāq-e Afghānān. Trakten runt Qeshlāq-e Afghānān består i huvudsak av gräsmarker.